# Brother to Brother
Brother to Brother és una pel·lícula estatunidenca escrita i dirigida per Rodney J. Evans, que va ser presentada per primera vegada en ocasió del Festival de Cinema de Sundance el 2004.

## Argument
Perry, un estudiant d'art, fa amistat amb un sense sostre, Richard Bruce Nugent, que ha estat una actor important del Renaixement de Harlem. Rememorant les seves amistats amb altres figures importants de Harlem, com Langston Hughes, Aaron Douglas, Wallace Thurman i Zora Hurston, descriu les dificultats que va trobar com a jove escriptor gai en els anys 1920. Perry descobreix així com els desafiaments de l'homofòbia i del racisme als quals encara és enfrontat al començament del segle xxi són semblants als que Bruce ha conegut.

## Repartiment
- Anthony Mackie: Perry
- Lawrence Gilliard Jr: Marcus
- Duane Boutte: Young Bruce
- Daniel Sunjata: Langston
- Alex Burns: Jim
- Ray Ford: Wally
- Aunjanue Ellis: Zora
- Roger Robinson: Bruce Nugent

## Premis
- Premi del jurat al Miami Gay and Lesbian Film Festival (2004).
- Premi Vanguard al New York Lesbian and Gay Film Festival (2004).
- Premi especial del jurat al Festival de Cinema de Sundance (2004).

## Referéncies
1. ↑  «Brother to Brother (2004)» (en anglès). TMDB. [Consulta: 20 novembre 2020].
2. ↑  «Brother To Brother». AlloCiné. [Consulta: 20 novembre 2022].